# Apolodor
Apolodor iz Atene (grčki:Ἀπολλόδωρος ὁ Ἀθηναῖος, cca. 180. pr. Kr. – poslije 120. pr. Kr.), sin Asklepijadov, bio je grčki učenjak i matematičar. Učitelji su mu bili Diogen iz Seleukije,  Panetije Stoik i gramatičar Aristarh iz Samotrake. Živio je u Aleksandriji sve do oko godine 146. pr. Kr. je kada otišao, pobjegao ili bio prognan, pronašavaši utočište najvjerojatnije u Pergamu prije nego što se konačno naselio u Ateni.
Najpoznatiji je po djelu Kronika (Χρονικά) u kome u komičnim stihovima opisuje grčku povijest od trojanskog rata do svog doba. Također je napisao knjigu O bogovima (Περὶ θεῶν) koja predstavlja povijest grčke mitologije, komentar o Homerovom "Katalogu brodova".
Njegova djela su uživala veliki ugled u antičkom svijetu, zbog čega su mu pripisivali mnoge knjige kojima nije bio autor. Od svih njih je najpoznatija enciklopedija grčke mitologije zvana Bibliotheca čiji je anonimni autor poznat po imenu Pseudo-Apolodor.

### Ostali izvori
- Greek Chronicles in translation (engl.)